# Scorpaenodes muciparus
Scorpaenodes muciparus és una espècie de peix pertanyent a la família dels escorpènids.

## Descripció
- Fa 8,7 cm de llargària màxima.
- Nombre de vèrtebres: 24.[6][7]

## Hàbitat
És un peix marí, demersal i de clima tropical que viu entre 42-291 m de fondària.

## Distribució geogràfica
Es troba a l'Índia, Moçambic i el Pakistan.

## Observacions
És inofensiu per als humans.